# Tipo 63 (carro de combate)
El Norinco Tipo 63 (chino: 63式; pinyin: Liùsān shì) es un tanque ligero anfibio chino. Utilizado por primera vez en 1963, es en muchos aspectos similar al anterior PT-76 soviético. Sin embargo, contrariamente a la creencia popular, tiene algunas diferencias esenciales con el PT-76 en el sistema de propulsión por chorro de agua del vehículo, etc. También se le conoce por su designación industrial, WZ- 211. El Tipo 63 está siendo reemplazado por el Tipo 63A.

## Variantes
- Tipo 63 - versión anfibia básica con torreta semiesférica, cañón de 85 mm Tipo 62-85TC y el mismo motor diésel de 6 cilindros en línea refrigerado por agua (240 caballos-179 kW a 1800 rpm) del carro ligero anfibio Tipo 60. Entró en servicio en 1963. Se fabricaron pocas unidades.
  - Tipo 63-I - un Tipo 63 con motor diésel 12150-L2 de 12 cilindros refrigerado por agua (402 caballos-300 kW a 2000 rpm). Designación del fabricante WZ211-1.
  - Tipo 63-II - mejora realizada en los 1970. Versión china mejorada del PT-76 soviético. Es un Tipo 63-I con equipo de visión nocturna y el mismo telémetro láser externo de los carros de combate Tipo 59-I. Designación del fabricante WZ211-2.[5]
    - Tipo 63HG (HG, Hai Gai - "más mejorado") o Tipo 63G- Prototipo de mediados de los 1990. Con capacidad anfibia mejorada, tenía una extensión redondeada en el frontal y se mejoró el casco para navegar largas distancias desde los buques de desembarco hasta la playa. Montaba un cañón de 105 mm, en lugar del original de 85 mm, similar a los de algunos carros de combate como los Tipo 59-II, Tipo 59D, Tipp 69 o Tipo 80 pero con menor retroceso para poder disparar mientras se navega. Puede usar distintos tipos de munición, como munición perforante APFSDS, HEAT y HE. La torreta hubo de ser modificada y se le añadieron tres compartimentos de almacenaje en la parte trasera y los laterales.
    - Tipo 63A - un Tipo 63-II mejorado. Diseñado especialmente para la infantería de marina. A diferencia del modelo original, diseñado para el vadeo de ríos o cruce de lagos, esta variante puede ser utilizada desde barcos situados a 5-7 km de la costa y navegar a unos 28 km/h gracias a su motor diésel (581 caballos-433 kW). Tiene también un sistema de control de tiro computarizado que facilita disparar en movimiento cuando está en el agua.

- Tipo 77 - Transporte oruga acorazado (TOA) basado en el Tipo 63-I. Similar al BTR-50 en su aspecto. Designación del fabricante WZ511.
  - Tipo 76 - vehículo de recuperación.
  - Tipo 89 - un Tipo 77 reconvertido en artillería autopropulsada de 122 mm. Algunas unidades se hicieron a partir de carros anfibios Tipo 63-I.